# Prequelle
Prequelle è il quarto album in studio del gruppo musicale svedese Ghost, pubblicato il 1º giugno 2018. Dall'album sono stati estratti i singoli Rats, Dance Macabre e Faith.
È l'album più venduto della band fino ad oggi, approdando al numero tre della classifica Billboard 200 e vendendo 66 000 copie nella prima settimana.

## Contesto e tema
Dopo che è stato ufficialmente confermato che il leader della band è Tobias Forge, la registrazione per l'album è iniziata a Stoccolma nel 2017 e il missaggio è iniziato all'inizio del 2018. Un video intitolato Ghost - Chapter One: New Blood è stato rilasciato il 31 marzo 2018 sul canale YouTube del gruppo: in esso Forge ha introdotto e presentato il nuovo personaggio che avrebbe interpretato come leader della band, Cardinal Copia.
Circa il tema dell'album Forge ha dichiarato che esso è incentrato su "morte e rovina" e in particolare sulla diffusione della peste nera nel Medioevo, ma non sarebbero comunque mancati riferimenti ad avvenimenti attuali; riguardo al significato di specifiche canzoni il cantante ha dichiarato che Rats riguarda la diffusione a macchia d'olio della peste, Dance Macabre costituisce invece una "gioiosa canzone da discoteca su persone consapevoli di essere in procinto di morire" mentre la traccia di chiusura dell'album, Life Eternal, è incentrata sulla domanda "e se avessi la possibilità di vivere per sempre?".

## Tracce
Testi e musiche di "a Ghoul Writer" secondo il booklet; di seguito i veri compositori (informazioni prelevate dalla ASCAP).
1. Ashes – 1:21 (Tobias Forge)
2. Rats – 4:21 (Forge, Tom Dalgety)
3. Faith – 4:29 (Forge, Dalgety)
4. See the Light – 4:05 (Forge, Dimitri Tikovoi, Dalgety)
5. Miasma (Instrumental) – 5:17 (Forge)
6. Dance Macabre – 3:39 (Forge, Salem Al Fakir, Vincent Pontare)
7. Pro Memoria – 5:39 (Forge, Jesse Saint John, Niclas Frisk, Sarah Hudson)
8. Witch Image – 3:30 (Forge, Suzi Shinn, Dalgety)
9. Helvetesfönster (Instrumental) – 5:55 (Forge)
10. Life Eternal – 3:27 (Forge, Al Fakir, Pontare)

Deluxe Edition
1. It's a Sin (Pet Shop Boys Cover) – 4:40
2. Avalanche (Leonard Cohen Cover) – 3:46

## Formazione
- Cardinal Copia – voce
- Papa Nihil – sassofono
- Nameless Ghouls – strumentazione